# Barzanò
Barzanò är en ort och kommun i provinsen Lecco i regionen Lombardiet i Italien. Kommunen hade 5 081 invånare (2018).